# كريستيان بيكيل
كريستيان بيكيل (بالألمانية: Christian Bickel) (27 يناير 1991 بباد لانغنزالتسا في ألمانيا - ) هو لاعب كرة قدم ألماني في مركز الوسط. شارك مع منتخب ألمانيا تحت 20 سنة لكرة القدم. أما مع النوادي، فقد لعب مع إنيرجي كوتبوس وبادربورن 07 ونادي فرايبورغ وهانزا روستوك ويان ريغينسبورغ ونادي فرايبورغ II ‏.

## روابط خارجية
- كريستيان بيكيل على موقع قاعدة بيانات كرة القدم.إي يو (الإنجليزية)
- كريستيان بيكيل على موقع بيانات كرة القدم. دي إي (الألمانية)
- كريستيان بيكيل على موقع عالم كرة القدم.نت (الإنجليزية)